# Okap w Środku Doliny
Okap w Środku Doliny – okap i skalna nyża w Dolinie Kobylańskiej. Administracyjnie znajduje się w obrębie wsi Karniowice, w gminie Zabierzów w powiecie krakowskim, w województwie małopolskim. Pod względem geograficznym jest to obszar Wyżyny Olkuskiej wchodzący w skład Wyżyny Krakowsko-Częstochowskiej.

## Opis obiektu
Obiekt znajduje się w pierwszej skale po północnej stronie Tarasowatej Turni i jest widoczny ze szlaku turystycznego wiodącego dnem doliny. Jest to obszerna nyża o wysokości około 2 m, znajdująca się pod okapem u zachodnich podnóży tej skały, na wysokości około 10 m nad dnem doliny, naprzeciwko Turni Marcinkowskiego. Powstała w wapieniach górnej jury. Nacieków brak, spąg pokryty gliną i liśćmi. Jest w całości oświetlona i zależna od czynników środowiska zewnętrznego.
Obiekt po raz pierwszy wzmiankowany przez J. Nowaka w 2004 roku. On też sporządził jego aktualną dokumentację i plan.

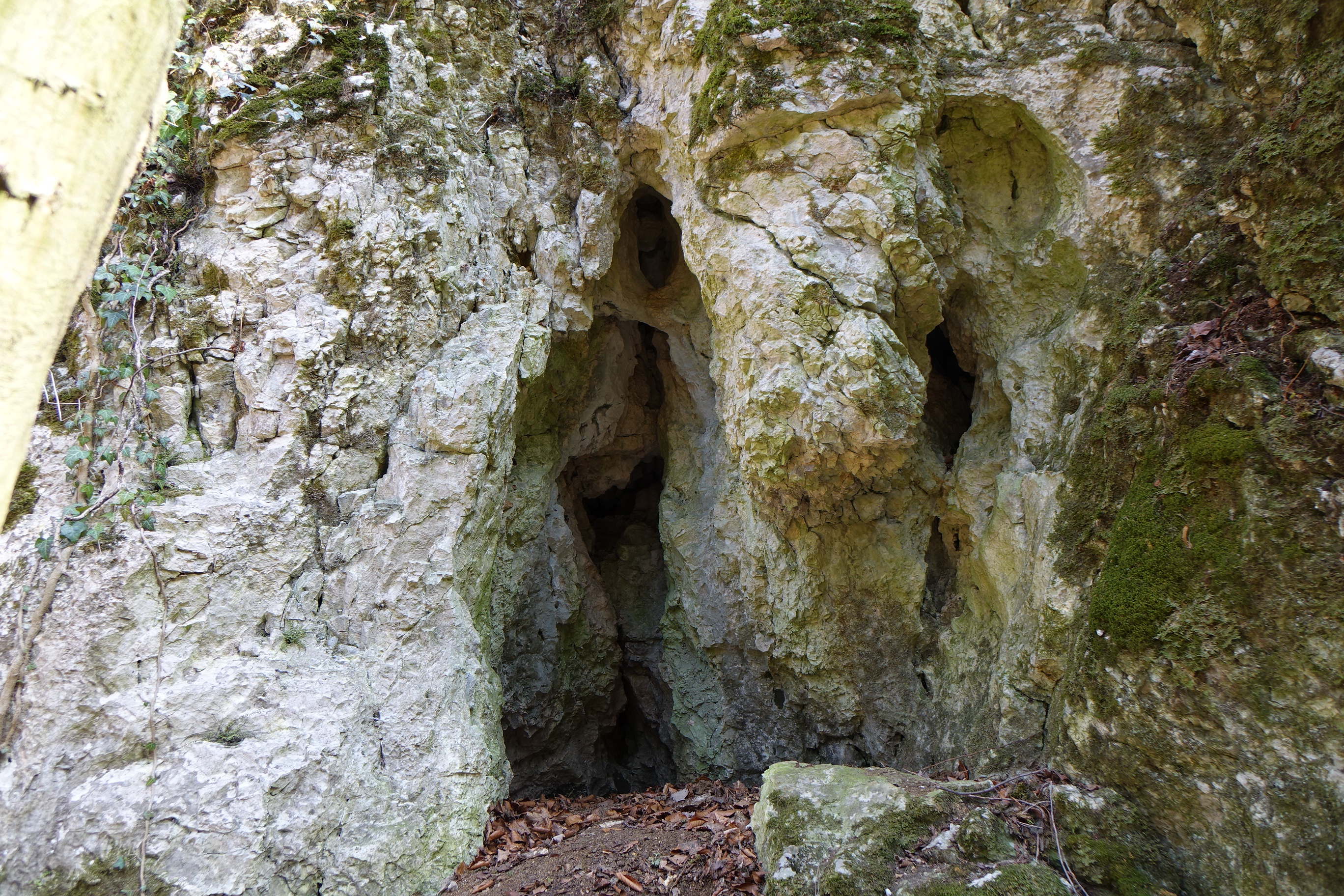
Okap
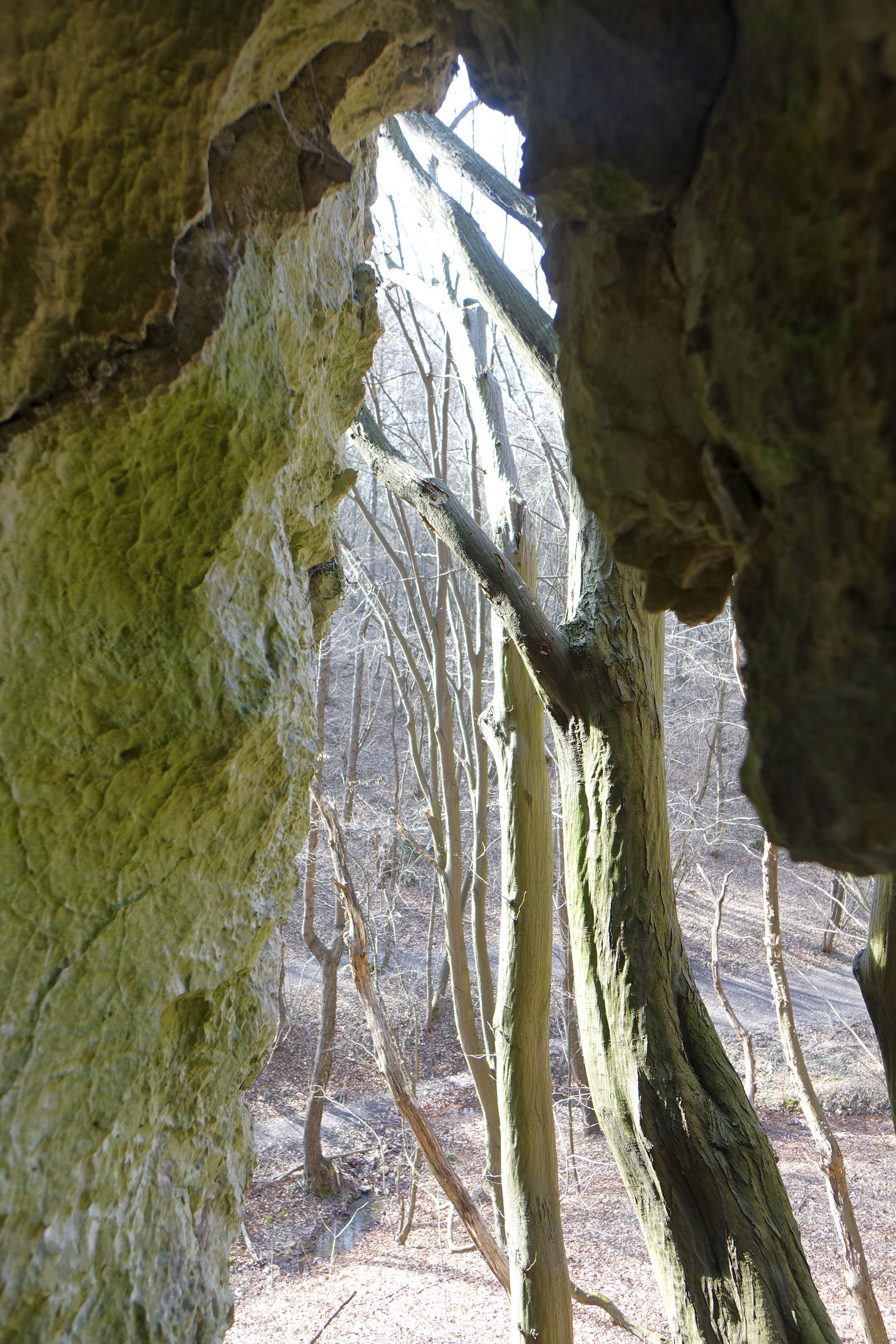
Widok spod okapu